# آنتافیامبوتری
آنتافیامبوتری (به لاتین: Antafiambotry) یک منطقهٔ مسکونی در ماداگاسکار است که در بخش امبانجا واقع شده‌است. آنتافیامبوتری ۶٬۶۱۴ نفر جمعیت دارد و ۲۶ متر بالاتر از سطح دریا واقع شده‌است.